# Попытка государственного переворота на Сейшельских Островах (1981)
Попытка государственного переворота на Сейшельских островах 1981 года, иногда упоминается как «Сейшельское дело» или «операция „Анжела“» — неудачный переворот, организованный ЮАР с целью свержения правительства премьер-министра Франса-Альбера Рене на Сейшельских островах и возвращения к власти предыдущего президента Джеймса Мэнчема.
Южноафриканское правительство поддержало группу наемников, чтобы заставить их сменить правительство, но плохо организованная и недостаточно финансируемая операция была сорвана, когда таможенник Сейшельских островов обнаружил оружие в багаже одного из прибывших наемников и поднял тревогу. После продолжительной перестрелки наемники захватили самолет и бежали в Дурбан (ЮАР). В южноафриканских судах им были предъявлены обвинения, но они получили сравнительно мягкие приговоры. В ходе расследований, проведенных Организацией Объединенных Наций и Южноафриканской комиссией по установлению истины и примирению, правительство ЮАР было обвинено в поддержке попытки свержения правительства другого суверенного государства.

## Предпосылки
Республика Сейшельские Острова обрела независимость от Великобритании 29 июня 1976 года. Президентом стал Джеймс Мэнчем, премьер-министром — Франс-Альбер Рене. Этот компромисс с самого начала представлялся недолговечным: глава государства и глава правительства придерживались разных политико-идеологических ориентаций. Президент Мэнчем представлял консервативно-юнионистскую Сейшельскую демократическую партию, премьер Рене — марксистско-социалистическую Объединённую партию народа. Мэнчем был сторонником союза с Великобританией и США, Рене — с СССР и государствами соцориентации. Отношения между ними быстро испортились.
В 1977 году левые сторонники Рене совершили вооруженный переворот и захватили власть, пока Мэнчем находился в Лондоне. Хотя Рене отрицал свою ответственность, в июне он занял пост президента. Хотя Рене поддерживал Движение неприсоединения и формально высказывался за самостоятельную политику, его президентство рассматривалось США как марксистское и просоветское. Это привело к заговору против его правительства, инициированному США в 1979 году, но тогда заговор был вовремя раскрыт и привел к высылке нескольких из 120 американских гражданских лиц, работавших в центре спутникового слежения ВВС США на главном острове Маэ. По экономическим причинам станции было разрешено продолжать работу — но условия аренды были пересмотрены, чтобы быть более справедливыми для Сейшельских островов. В перевороте были замешаны посол США в Кении, а также поверенный в делах на Сейшельских островах.
Позже, в 1979 году, партия Рене — Прогрессивный фронт народа Сейшельских островов — победила на выборах, и он стал проводить социалистическую политику, что вызвало недовольство небольшого, но влиятельного среднего класса. В его правление также произошло лишение Южной Африки прав на посадку, а также ухудшение экономических связей между этими двумя странами. Рене часто предупреждал, что сторонники старого правительства замышляют использовать наемников для организации контрпереворота. Большинство его противников считали предположение о готовящемся перевороте преувеличенным или даже сфабрикованными предлогами для того, чтобы разобраться с политическими оппонентами.
В 1978 году свергнутый Мэнчем обратился к правительству ЮАР через сейшельских изгнанников, чтобы заручиться поддержкой для контрпереворота. Правительство ЮАР было готово помочь и выделило небольшое подразделение спецназа, а так же направило представителя Мэнчема к Майку Хоару и подставной компании правительства ЮАР под названием Longreach. Майк Хоар, известный по прозвищу «безумный», служил наемником во время кризиса в Конго и в 1978 года жил в Хилтоне, Квазулу-Натал, работая фондовым брокером и инвестиционным менеджером. Он согласился возглавить переворот.

### Планирование операции

#### Южноафриканская поддержка
Южноафриканские чиновники готовили переворот под кодовым названием «Операция Анжела». В ходе планирования, между Отделом оборонной разведки (SADF-ID) и Национальной службой разведки (NIS) возникла внутренняя борьба по поводу того, какое ведомство должно будет отвечать за операцию. В итоге, руководство операцией было возложено на SADF, но офицером связи с оперативной группой был назначен агент NIS Мартин Долинчек. Сейшельские изгнанники Жерар Хоаро, Пол Чоу и Эди Камилл помогли организовать заговор. Майкл Хоар при этом решил, что, несмотря на эффективность этого метода, доставлять оружие для переворота на лодках было бы слишком дорогим для осуществления.

#### Кенийская поддержка
Утверждалось, что несколько видных кенийских политиков были заранее осведомлены о перевороте, в частности генеральный прокурор Чарльз Нджонджо, комиссар полиции Бен Гети, Джей Ди Ирвин, глава Департамента уголовного розыска Кении, и Эндрю Коул, нынешний 7-й граф Эннискиллен и тогдашний владелец компании Sunbird Aviation, ныне входящей в состав Air Kenya. За двадцать дней до переворота Жерар Хоарау и Пол Чоу были отправлены в Найроби, чтобы забронировать самолет Sunbird Aviation Beechcraft Super King Air 200 с регистрационным номером N 821CA для перевозки правительства в изгнании на Сейшельские острова из Момбасы.
По некоторым утверждениям, Кения должна была сыграть более значительную роль в заговоре. Незадолго до операции Майк Хоар сообщил офицеру южноафриканской разведки Мартину Долинчеку, что Кения согласилась прислать «войска и полицию, пока в Найроби будет собираться будущее правительство». Эти войска должны были прибыть на самолете Sunbird Beechcraft только после того, как «Безумный Майк» обеспечит безопасность армейских казарм, аэропорта и радиостанции, но в ходе переворота ему так и не удалось это сделать.
После покушения, когда Долинчек был арестован, у него нашли подробности относительно рейса Sunbird. Если бы Долинчек не был задержан, скорее всего, участие Кении в попытке переворота никогда бы не стало известно. Президент Кении Даниэль арап Мои, в то время председатель ОАЕ, был смущен этим делом, и, возможно, даже не был поставлен в известность об этой операции. Гети и Нджонджо были уволены в следующем году, предположительно именно за утаивание участия в заговоре.

#### Вербовка
Статья в журнале Gung Ho за май 1981 года под заголовком «Возможности наемников к западу от Суэца» восхваляла преимущества и возможности, связанные с захватом наемниками Сейшельских островов и Маврикия, отмечая поддержку такой операции со стороны бывшего премьер-министра Сейшельских островов Мэнчема. Согласно газете Sunday Times от 29 ноября 1981 года, Джим Грейвс (редактор журнала Soldier of Fortune) признался, что знал о планируемой крупной операции наемников на Сейшельских островах, но его визит в Йоханнесбург за два дня до попытки переворота был «чистой случайностью». В кругах наемников в Лондоне, Париже, Йоханнесбурге и Дурбане было известно о масштабной кампании по вербовке.
Хоару удалось собрать отряд из 54 наемников, включая его самого. Из них 27 были членами Сил обороны ЮАР, 9 — бывшими солдатами Родезии, 7 — бывшими наемниками из Конго, 1 агентом NIS (Долинчек) и 3 гражданскими лицами. Хоар также посоветовал выделить на операцию 5 миллионов долларов США, но в итоге получил только 300 000 долларов. Остальная часть зарплаты наемников должна была быть выплачена бюджета Сейшельских Островов, после успешного переворота.

#### План переворота
Девять членов группы Хоара были отправлены на остров Маэ в качестве авангарда. Они должны были определить потенциальные цели и заручиться поддержкой нелояльных правительству сейшельских солдат. Остальные должны были прибыть на зафрахтованном самолете Fokker F-28 авиакомпании Royal Swazi National Airways во второй половине дня 25 ноября 1981 года, переодетые в регбистов и членов благотворительного клуба любителей пива «Ancient Order of Froth Blowers», название которого скопировали с названия от одноименной лондонской организации, прекратившей свое существование в 1930-ых годах. В качестве прикрытия наемники, замаскированные под членов AOFB, набили багаж игрушками, которые якобы должны были раздать местным детским домам. На самом деле они находились там, чтобы скрыть вес автоматов АК-47, спрятанных под фальшивыми днищами каждого места багажа. Хоар позаботился о том, чтобы игрушки были как можно более громоздкими, чтобы лучше соответствовать этому назначению.
План наемников состоял в том, чтобы прибыть на Маэ, встретиться с авангардом и разойтись по разным отелям. Они должны были ждать несколько дней, пока Рене не проведет заседание кабинета министров в Доме народа, и только после этого начать свой переворот. В цели входили захват парламента, аэропорта, радиостанции, полицейского участка, армейского лагеря в Пуэнт-Ла-Рю и других стратегических объектов. С радиостанции они должны были передать, что захватили власть от имени Мэнчема. Сейшельские изгнанники заверили наемников, что им будут помогать «местные силы сопротивления» численностью 400 человек, но на самом деле этих сил не существовало.

## Попытка переворота

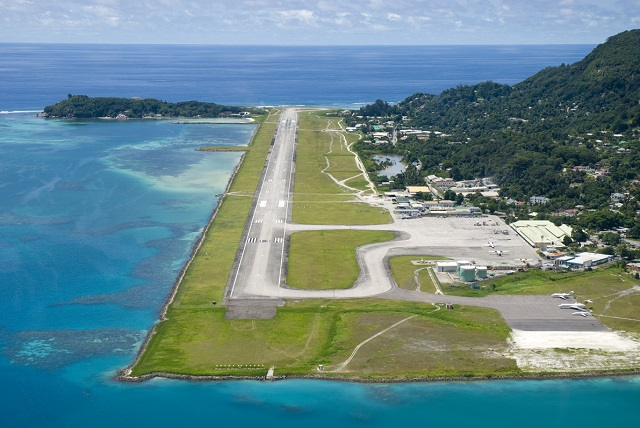
Сейшельский аэропорт

В 17:30 25 ноября 1981 года Хоар и 43 наемника прилетели в международный аэропорт Сейшельских островов в Пуант-ля-Рю на острове Маэ. Все они, кроме двоих, успели пройти таможню, когда инспектор службы безопасности начал тщательный досмотр багажа одного из наемников, обнаружив там АК-47. Поняв, что они разоблачены, наемники достали оружие. Один из охранников побежал к офису, чтобы попросить помощи, и запер дверь, после чего успешно поднял тревогу, что привело к началу шестичасовой перестрелки в аэропорту. Около 70 сотрудников и пассажиров аэропорта были взяты в заложники наемниками.
Президент Рене находился в своей резиденции, когда ему позвонили и сообщили об инциденте в аэропорту. Он немедленно привел остров в состояние боевой готовности, мобилизовав всю полицию, ополчение и введя комендантский час на 24 часа. Полковнику Огилви Берлуи, начальнику Сил обороны, было приказано защищать аэропорт и не допустить побега наемников.
Сейшельцам была неизвестна численность наемников, как и вопрос о том, предполагалось ли, что нападение на аэропорт произойдет в связке с морским вторжением. Люди Хоара установили блокпост на северной стороне аэропорта и совершили неудачную атаку на казармы Пуант-ля-Рю, в ходе которой один наемник был ранен. Сейшельские войска с двумя бронетранспортерами заняли взлетно-посадочную полосу, удерживая наемников в зданиях аэропорта. Они также обстреляли зафрахтованный самолет, выведя его из строя. Одна из бронемашин проехала к зданию аэровокзала, но в здании был выключен свет, из-за чего водитель не смог заметить наемников. Шины броневика были быстро прострелены, и транспорт был подожжен бутылкой с зажигательной смесью. Секонд-лейтенант Давид Антат, командир бронемашины, вылез через люк и вступил в бой с наемниками. Они окружили машину и несколько раз выстрелили Антату в грудь, убив его.
Пока шли бои, рейс 224 авиакомпании Air India (Boeing 707), направлявшийся из Солсбери в Бомбей с 13 членами экипажа и 65 пассажирами, заходил на посадку в Сейшельском аэропорту для плановой дозаправки. Наемники, только что захватившие диспетчерскую вышку, дали разрешение на посадку. Берлуи опасался, что в самолете может находиться подкрепление для наемников, поэтому приказал заблокировать взлетно-посадочную полосу грузовиками и выпустить сигнальные ракеты, чтобы дать пилоту указание отказаться от посадки. В этот момент самолет уже был слишком близко к земле и продолжил посадку, и, несмотря на отсутствие освещения взлетно-посадочной полосы, пилот сумел сманеврировать, чтобы избежать столкновения с грузовиками, получив лишь поверхностные повреждения правого крыла.
Сейшельские войска начали стрелять в сторону «Боинга», тем самым обеспокоив наемников, которые рассматривали самолет как единственное средство спасения. Затем наемники поднялись на борт самолета, и руководитель операции, Питер Даффи, поручил капитану Умешу Саксене доставить их в Зимбабве. После спора о нехватке топлива Саксена согласился лететь в ближайший аэропорт, в Дурбан.
Передовой отряд из пяти наемников, агента NIS Долинчека (под псевдонимом Антон Любич) и одной гражданской сообщницы был брошен на острове и впоследствии арестован. Из общего числа участников переворота один наемник был убит (ветеран спецназа ЮАР Йохан Фриц) и двое ранены. Один сейшельский солдат был убит, а так же ранен сержант полиции. Попытка переворота провалилась.

## Последствия

### Аресты, обвинения и приговоры

#### Обвинения в государственной измене на Сейшельских островах
Из пяти наемников, арестованных на Сейшелах, четверо (родезиец Обри Брукс, южноафриканец Джерри Пьюрен и британцы Бернард Кэри и Роджер Ингленд) были приговорены к смертной казни за государственную измену 6 июля 1982 года. Мартин Долинчек также был признан виновным в государственной измене и приговорен к двадцати годам тюремного заключения за косвенное участие в попытке переворота. Роберт Симс, пятый наемник, был приговорен к десяти годам тюремного заключения по обвинению в контрабанде оружия на Сейшельские острова. Обвинения были сняты с Сьюзан Инглс(47), гражданской жены Симса, которая была арестована и впоследствии освобождена. После длительных переговоров между правительствами Сейшельских островов и ЮАР и выплаты 3 млн долларов США непосредственно президенту Рене, все шесть заключенных были помилованы и депортированы в Южную Африку в середине 1983 года.

#### Суд над наемниками в Южной Африке
Майк Хоар и наемники, бежавшие в Дурбан, были арестованы по приземлению. Их обвинили не в попытке военного переворота в другой стране, а в соответствии с Законом о преступлениях в гражданской авиации по относительно незначительным обвинениям, связанным с захватом самолета Air India. Пятерым предъявили обвинения и отпустили под залог, всех остальных наемников отпустили без предъявления обвинений. В ходе разбирательства и предъявления обвинений, генерал Магнус Малан, пользуясь полномочиями министра обороны применил статью 29(1) Закона о внесении поправок в общие законы, запретив двадцати пяти обвиняемым и/или свидетелям (все они были действующими или отставными членами ВС ЮАР) давать показания по вопросам, касающимся их участия в операциях SADF до 24 ноября 1981 года. Без их показаний обвинения были предъявлены только восьми из сорока трех обвиняемых. Со всех остальных наемников обвинения были сняты и они были освобождены. Международная реакция была быстрой и яростной, поскольку Южная Африка была решительным противником терроризма, включая воздушное пиратство, и она также подписала множество конвенций по угону судов. Южноафриканское законодательство в этом отношении сурово: минимальное обязательное тюремное заключение за угон составляет пять лет. Под постоянным международным давлением 5 января 1982 года всей группе из 44 наемников были предъявлены новые обвинения в воздушном пиратстве.
Международная и местная пресса сразу же отметила, что обвинения могут быть надуманными — ведь по южноафриканским законам захват самолета считается угоном только если происходит после того, как двери самолета были закрыты и воздушное судно находится под непосредственным командованием капитана. Поскольку решение о перенаправлении самолета в Дурбан было принято до того, как «угонщики» поднялись на борт, это считалось не воздушным пиратством, а политическим преступлением, которое произошло на территории Сейшельских островов и должно было рассматриваться сейшельскими судами. Однако это не могло произойти,, поскольку у Южной Африки нет договора об экстрадиции с Сейшельскими островами.
После пятимесячного процесса судья Верховного суда провинции Невилл Джеймс признал правительство ЮАР и премьер-министра Питера В. Боту непричастными к попытке переворота, как утверждали наемники. Приговоры, вынесенные в июле 1982 года, были таковы:
- Майк Хоар был приговорен к десяти годам тюремного заключения: Судья Невилл Джеймс заявил суду, что Хоар был «беспринципным человеком с крайне бесцеремонным отношением к правде»[18]. Он был освобожден из тюрьмы в мае 1985 года, отбыв три года из десятилетнего срока, по общей амнистии, объявленной в декабре 1984 года президентом Питером В. Ботой[19].
- Британец Питер Даффи (40 лет) и южноафриканцы Туллио Монета (32 года) и Питер Доореваард (28 лет) были приговорены к пяти годам лишения свободы[20].
- Британец Майкл Уэбб (32), Кеннет Далглиш (32) из ЮАР и зимбабвиец Чарльз Гоатли (27) были приговорены к двум годам тюремного заключения;[20]
- Южноафриканец Вернон Принслоо (31) получил пятилетние сроки по каждому из двух предъявленных ему обвинений, но отсидит в тюрьме фактически 12 месяцев;[20]
- Остальные 34 заключенных были обвинены в создании угрозы безопасности самолета Air India и приговорены к пяти годам лишения свободы, из которых четыре года условно в каждом случае. Эти люди были фактически заключены в тюрьму на 6 месяцев и освобождены через четыре месяца за хорошее поведение;[20][21]
- Двое из 45 человек, прилетевших в Дурбан после попытки переворота, стали государственными свидетелями (южноафриканцы Стин де Вет и Теодорус ван Хюстин). Американец Чарльз Уильям Дьюкс был ранен во время попытки переворота в аэропорту Сейшельских островов и был погружен в самолет в состоянии седации. Он был признан не участвовавшим в угоне и отпущен без предъявления обвинений.

### Участие правительства Южной Африки
Премьер-министр Питер Бота заявил, что попытка переворота была предпринята без ведома правительства ЮАР, кабинета министров или Совета государственной безопасности, а также заявил, что ни одна из этих структур не давала разрешения на переворот. Кроме того, судья по делу об угоне самолета в Питермарицбурге пришел к выводу, что правительство ЮАР не было причастно к перевороту. Комиссия ООН, созданная в соответствии с резолюцией 495, установила, что правительство ЮАР издало приказы о мобилизации сорока трех наемников, которые были военнослужащими либо резервистами SADF. Правительство ЮАР также отказалось предоставить комиссии ООН доступ к кому-либо из наемников и не позволило провести с ними интервью.
Майк Хоар заявил, что кабинет министров ЮАР и высшие офицеры NIS и SADF знали о неудачном перевороте и поддерживали его организацию. Мартин Долинчек заявил, что эти структуры полностью и заранее знали о планах переворота, и они были представлены правительству ЮАР в 1979 году и изначально отвергнуты, но затем приняты в 1980 году. Долинчек заявил, что материально-техническую поддержку оказали Силы обороны ЮАР, которые предоставили автоматы АК-47, боеприпасы и гранаты, а также организовали доставку другого оружия на остров. Кроме того, Долинчек отправился на Сейшельские острова по выданному правительством ЮАР паспорту на имя «Антон Любич». Он утверждал, что паспорт был выдан ему 12 октября 1981 года Министерством внутренних дел в Дурбане. Это было подтверждено правительством ЮАР в ходе расследования ООН по факту неудавшегося переворота.

### Участие Кении
В плену на Сейшелах Долинчек рассказал, что «…новое правительство должно было прилететь из Кении, кенийское правительство согласилось предоставить два самолета для переброски войск и полиции для поддержки нового правительства в дополнение к силам наемников». Сейшельская полиция нашла среди вещей Долинчека документ с расписанием полетов Beechcraft Super Kingair 2000, который должен был вылететь на Коморские острова 24 ноября 1981 года из Момбасы. Затем он должен был вернуться в Момбасу, чтобы 26 ноября вылететь на Сейшельские острова. На допросе Долинчек уточнил, что на чартерном самолете из Момбасы должны были лететь Джеймс Мэнчем, его жена и трое коллег, готовых вновь захватить власть на Сейшелах. Вместе с ними должны были лететь кенийские военные и полицейские, поддерживающие переворот.
Кенийское правительство решительно отрицало свою причастность к перевороту, как только это заявление стало достоянием общественности. Тем не менее, непричастность Кении была поставлена под сомнение, поскольку было известно, что президент арап Мои не очень хорошо относился к текущему правительству Сейшельских островов, а также из-за того, что Кения вместе с Соединенными Штатами активно участвовала в предыдущей попытке переворота на Сейшельских островах в 1979 году.

### Участие Танзании
Танзанийские войска должны были оказать помощь в укреплении аэропорта и береговой обороны в случаи успеха переворота, заявлял майор Джеймс Мишель, министр информации Сейшельских островов. Он так же заявлял, что танзанийские инструкторы, обучавшие армию Сейшельских Островов с 1977 года, под разными предлогами почти все покинули территорию Сейшел как раз незадолго до переворота.
«Но сразу после попытки переворота Танзания отправила боевые войска, и сейчас они дополняют наши собственные силы обороны в аэропорту и на позициях береговой обороны, чтобы помочь нам противостоять любым будущим агрессиям. Они будут находиться здесь столько, сколько потребуется». — заявил Джеймс Мишель позднее.

### Комиссия ООН
15 декабря 1981 года Совет Безопасности ООН созвал комиссию по расследованию вторжения и доложил о своих выводах Совету Безопасности Сейшельских островов. Комиссия, состоявшая из представителей Панамы, Ирландии и Японии, пришла к выводу, что «…трудно поверить, что Южная Африка не знала заранее о заговоре с целью свержения левого правительства на острове в Индийском океане». Во втором докладе комиссия сообщила о появлении доказательств, уличающих власти ЮАР, и заявила, что «теперь невозможно оспаривать», что Хоар обратился в национальную разведывательную службу ЮАР и был направлен к армейскому командованию. Комиссия заявила, что обнаружила еще несколько фактов, «которые, однозначно свидетельствуют о причастности» ЮАР:
- Оружие, боеприпасы и другое снаряжение поставляли военнослужащие Сил обороны ЮАР;[24]
- В предварительных обсуждениях участвовал офицер (южноафриканской) армии;[24]
- Правительство в целом знало о попытках сейшельских изгнанников, ищущих поддержки для свержения сейшельского правительства;[24]
- В операции принимали участие члены элитного южноафриканского подразделения коммандос.[24]

### Южноафриканская комиссия по установлению истины и примирению
Комиссия по правде и примирению Южной Африки установила, что:
Комиссия считает, что попытка свержения правительства Сейшельских островов была предпринята старшими оперативниками НИС и Департамента военной разведки при сговоре с элементами САДФ. Как таковая, она была нарушением международного права и посягательством на суверенитет правительства Сейшельских островов. Гибель гражданина Сейшельских островов в ходе операции стала грубым нарушением прав человека.
За эти действия Комиссия считает ответственными в качестве руководителей ведомств государства, непосредственно участвовавших в операции, следующих лиц:
- Премьер-министр П. В. Бота,
- Министр обороны генерал Магнус Малан,
- Глава офиса начальника штаба разведки: генерал-лейтенант П.В. ван дер Вестхайзен, и
- Национальная разведывательная служба.